# Arthur Roche
Arthur Roche (Batley, 1950. március 6. –) angol római katolikus érsek. 2012 és 2021 között az Istentiszteleti és Szentségi Kongregáció titkára, 2021 óta prefektusa. 2012 előtt a Leedsi egyházmegye főpásztoraként szolgált.

## Élete
Arthur Roche 1950. március 6-án született Batley Carr kerületben, az angliai West Yorkshire megyében. Középiskolai tanulmányait követően a spanyolországi Valladolidban tanult, 1975-ben itt szerzett teológiai laureátust. Még ugyanebben az évben pappászentelték hazájában, a Leedsi egyházmegyében. Itt teljesített szolgálatot különböző pozíciókban 1991-ig, amikor Rómában költözött. Itt teológiai licenciátust szerzett, majd pedig az Angol Kollégium spirituális vezetője lett. 1996-ban Anglia és Wales Katolikus Püspöki Konferenciája titkárának nevezték ki, és címzetes pápai prelátusi címet is kapott.
2001. április 12-én II. János Pál pápa a Westminsteri főegyházmegye segédpüspökének, egyúttal rusticianai címzetes püspöknek nevezte ki. Május 11-én szentelték püspökké Cormac Murphy-O′Connor bíboros, westminsteri érsek vezetésével. 2002. július 16-án Leeds koadjutor püspökévé nevezte ki a pápa, majd két évvel később, David Konstant püspök nyugdíjazásával Leeds püspöke lett. Ezzel párhuzamosan angol nyelvű liturgiával foglalkozó nemzetközi bizottság elnökévé választották. Ez a bizottság készítette el a liturgikus szövegek új, hiteles, a Szentszék által jóváhagyott fordítását, melyet 2011 szeptemberétől vezettek be Angliában.
2012. június 26-án XVI. Benedek pápa kinevezte az Istentiszteleti és Szentségi Kongregáció titkáráva és ad personam érseki címet adományozott neki. Titkárként elsősorban a kongregáció prefektusának munkáját kellett segítenie, valamint a sajtóval való kapcsolattartást is ő intézte. Általában az ő aláírásával kerültek kibocsátásra a liturgiával kapcsolatos szentszéki iránymutatások, így például a koronavírus-járvány miatt elrendelt különleges intézkedésekről szóló dekrétumok.
2014-ben Ferenc pápa a Kultúra Pápai Tanácsa tagjai közé jelölte.
2021. május 27-én Ferenc pápa Rochét nevezte ki Robert Sarah bíboros utódjaként az Istentiszteleti és Szentségi Kongregáció élére, majd 2022. május 29-én bejelentette, hogy az augusztus 27-én tartandó konzisztóriumon bíborossá kreálja.